# Волейбол на летней Универсиаде 2015
Соревнования по волейболу на XXVIII летней Универсиаде проходили со 2 по 12 июля 2015 года в Кванджу, Наджу и Сунчхоне.

## Результаты

### Таблица медалей
| Место | Страна    | Золото | Серебро | Бронза | Всего |
| ----- | --------- | ------ | ------- | ------ | ----- |
| 1     | Россия    | 2      | 0       | 0      | 2     |
| 2     | Украина   | 0      | 2       | 0      | 2     |
| 3     | Япония    | 0      | 0       | 1      | 1     |
| 3     | Аргентина | 0      | 0       | 1      | 1     |
| Всего | Всего     | 2      | 2       | 2      | 6     |

### Призёры
| Турнир  | Золото | Серебро | Бронза |
| ------- | --- | --- | --- |
| Мужчины | Россия · Павел Панков · Илья Власов · Дмитрий Ковалёв · Егор Феоктистов · Ильяс Куркаев · Александр Маркин · Игорь Филиппов · Алексей Кабешов · Александр Кимеров · Максим Жигалов · Егор Клюка · Сергей Никитин                      | Украина · Филипп Гармаш · Юрий Синица · Дмитрий Богдан · Алексей Клямар · Николай Мороз · Максим Дрозд · Дмитрий Шоркин · Юрий Томин · Сергей Тютлин · Дмитрий Терёменко · Олег Шевченко · Александр Дмитриев                         | Аргентина · Мариано Вильдосола · Хуан Риганти · Партисио Вера · Алехандро Торо · Игнасио Фернандес · Факундо Имхофф · Иван Постемски · Хуан Вильярруэль · Бруно Винти · Фернандо Арпахоу · Рамиро Бенитес · Мануэль Лескив |
| Женщины | Россия · Светлана Сербина · Анастасия Барчук · Анастасия Бавыкина · Екатерина Романенко · Дарья Писаренко · Дарья Исаева · Ирина Заряжко · Ирина Филиштинская · Анастасия Чёрная · Ирина Малькова · Ирина Воронкова · Олеся Николаева | Украина · Анна Лисеенкова · Анна Степанюк · Диана Карпец · Екатерина Кальченко · Анастасия Чернуха · Виктория Дельрос · Марина Дегтярёва · Светлана Дорсман · Ангелина Дубьянская · Екатерина Дудник · Оксана Мадзар · Надежда Кодола | Япония · Наоко Ятака · Мисаки Танака · Маи Симидзу · Киёра Обикава · Нао Муранага · Юка Имамура · Момока Ода · Кацуми Накая · Мисаки Ямаути · Манами Кодзима · Ариса Иноуэ · Томоми Исибаси                                |

## Мужской турнир

### Команды
| Группа A - Республика Корея - Чехия - Австралия - США - Аргентина - Китайский Тайбэй | Группа B - Россия - Канада - Таиланд - Швейцария - Иран | Группа C - Япония - Бразилия - Чили - Гонконг - Колумбия | Группа D - Украина - Латвия - Мексика - Китай - Венесуэла |

## Женский турнир

### Команды
| Группа A - Республика Корея - Чили - Китай - Колумбия | Группа B - Россия - Китайский Тайбэй - Украина - Швейцария | Группа C - Бразилия - Япония - США - Финляндия | Группа D - Таиланд - Канада - Турция - Зимбабве |